# 克瓦斯廷德峰
72°31′S 3°23′W / 72.517°S 3.383°W
克瓦斯廷德峰是南極洲的山峰，位於東部南極洲的毛德皇后地，屬於博格地塊的一部分，由挪威的製圖師根據測量和空中照片繪入地圖。